# Lietuvos Lyga 1997-1998
L'edizione 1996-1997 della Lietuvos Lyga fu l'ottava del massimo campionato lituano dal ritorno all'indipendenza; vide la vittoria finale del Kareda Šiauliai, giunto al suo 2º titolo.
Capocannoniere del torneo fu Vidas Dančenka (Kareda Šiauliai), con 26 reti.

## Formula
La formula cambiò radicalmente rispetto alla stagione passata: le squadre rimasero 16 con le retrocesse Ukmergė e Panerys Vilnius 2 sostituite da Nevėžis e Vienybė Ukmergė.
Questa volta il campionato non fu diviso in due gironi, ma in uno unico. Le 16 squadre si incontrarono in turni di andata e ritorno, per un totale di 30 partite per squadra; le squadre classificate agli ultimi 3 posti retrocessero.

## Classifica finale
|                     | Pos. | Squadra                   | Pt | G  | V  | N | P  | GF  | GS  | DR   |
| ------------------- | ---- | ------------------------- | -- | -- | -- | - | -- | --- | --- | ---- |
| Lituania (bandiera) | 1.   | Kareda Šiauliai           | 79 | 30 | 25 | 4 | 1  | 106 | 14  | +92  |
|                     | 2.   | Žalgiris                  | 77 | 30 | 24 | 5 | 1  | 84  | 10  | +74  |
|                     | 3.   | Ekranas                   | 68 | 30 | 22 | 2 | 6  | 53  | 25  | +28  |
|                     | 4.   | Inkaras Kaunas            | 61 | 30 | 19 | 4 | 7  | 60  | 22  | +38  |
|                     | 5.   | FBK Kaunas                | 58 | 30 | 18 | 4 | 8  | 63  | 19  | +44  |
|                     | 6.   | Atlantas                  | 52 | 30 | 15 | 7 | 8  | 47  | 21  | +26  |
|                     | 7.   | Lokomotyvas Vilnius       | 46 | 30 | 14 | 4 | 12 | 35  | 29  | +6   |
|                     | 8.   | Ranga-Politechnika Kaunas | 44 | 30 | 12 | 8 | 10 | 42  | 36  | +6   |
|                     | 9.   | Panerys Vilnius           | 39 | 30 | 10 | 9 | 11 | 36  | 39  | -3   |
|                     | 10.  | Nevėžis                   | 31 | 30 | 9  | 4 | 17 | 25  | 52  | -27  |
|                     | 11.  | Mastis Telšiai            | 31 | 30 | 9  | 4 | 17 | 29  | 62  | -33  |
|                     | 12.  | Geležinis Vilkas Vilnius  | 27 | 30 | 7  | 6 | 17 | 31  | 44  | -13  |
|                     | 13.  | Banga Gargždai            | 24 | 30 | 7  | 3 | 20 | 34  | 57  | -23  |
|                     | 14.  | Interas                   | 20 | 30 | 5  | 5 | 20 | 28  | 68  | -40  |
|                     | 15.  | Tauras                    | 19 | 30 | 5  | 4 | 21 | 28  | 93  | -65  |
|                     | 16.  | Vienybė Ukmergė           | 7  | 30 | 2  | 1 | 27 | 15  | 125 | -110 |

### Verdetti
- Kareda Šiauliai Campione di Lituania 1997-98.
- Interas Visaginas, Tauras Tauragė e Vienybė Ukmergė retrocesse I lyga.